# Alex Joske

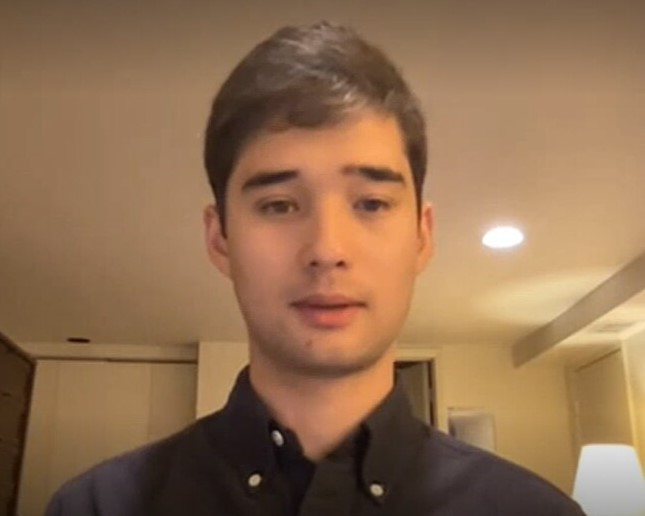
Joske on Voice of America, Oktober 2022.

Alex W. Joske (chinesisch 周安瀾, Pinyin Zhōu Ānlán, geb. ca. 1996) ist ein chinesisch-australischer Autor, Sinologe, Open-Source-Intelligence-Geheimdienst-Forscher und Risikoberater, der zur Kommunistische Partei Chinas forscht, besonders zu deren Influence Operations (politischer Kriegführung). Joske arbeitet anfangs als Forscher beim Australian Strategic Policy Institute, seine Artikel wurden in der The New York Times, der The Washington Post und in NBC News veröffentlicht. Sein erstes großes Werk beeinflusste die Gesetzgebung im Kongress der Vereinigten Staaten. Militärs der Volksbefreiungsarmee wurde daraufhin der Zutritt zu sensiblen Labors der US-Regierung verboten. Aufgrund seiner Arbeit wurde ihm 2020 von der chinesischen Regierung öffentlich die Einreise nach China verboten. 2022 veröffentlichte er sein erstes Buch, Spies and Lies (dt. Spione und Lügen), über die Geheimoperationen des Ministeriums für Staatssicherheit und der Vereinigten Arbeitsfront.

## Leben

### Ausbildung
Alex Joske wuchs auf in Peking bis zum Teenageralter. Er spricht fließend Mandarin-Chinesisch. Er erhielt seine Bildung an der Australian National University, wo er 2018 mit einem Bachelor of Arts in Sprache graduierte. Im September 2016 besuchten Joske und sein Kommilitone, der Cyber-Dissident und chinesische Expat Wu Lebao, eine von chinesischen Studenten organisierte Gala der ANU. Nachdem sie Berichten zufolge von Organisatoren der Chinese Students and Scholars Association in die Enge getrieben und zu einer Toilette geschleift worden waren, veröffentlichten Lebao und Joske 2017 in der Studentenzeitschrift Woroni eine Enthüllung über die Vereinigung und ihre Erfahrungen mit deren Mitgliedern bei der Gala. Später verbrachte er ein Jahr an der National Taiwan Normal University (國立臺灣師範大學; pinyin: Guólì Táiwān Shīfàn Dàxué), wo er Chinesisch studierte. Nach seinem Abschluss arbeitete er ein Jahr an der Charles Stuart University als Recherche-Arbeiter für Clive Hamilton für dessen Buch Silent Invasion: China’s Influence in Australia. Sowohl Joske als auch Hamilton wurden später in derselben Pressemitteilung der chinesischen staatlichen Nachrichten aus China verbannt.
2018 kam Joske als jüngster Forscher überhaupt zum Australian Strategic Policy Institute (ASPI) und arbeitete die nächsten vier Jahre an China-bezogenen Analysen. Am ASPI verfasste er zahlreiche Artikel zur Einheitsfront-Strategie (统一战线 - tǒng yī zhàn xiàn) der KP Chinas, zur Volksbefreiungsarmee (PLA) und zum chinesischen Ministerium für Staatssicherheit (MSS). Sein erster Report bei ASPI „Picking flowers, making honey“ über die Ausnutzung der PLA von Forschungszusammenarbeiten mit ausländischen Universitäten zur Verstärkung des Technologietransfers und für Waffenforschung, führte zu Gesetzgebung im Kongress der Vereinigten Staaten, wodurch chinesische Militärforscher aus Laboren ausgeschlossen wurden, welche von der US-Regierung finanziert werden.
Im September 2020 wurde es Joske verboten, China zu betreten. Das Verbot wurde ohne Begründung von der Global Times, einer ultranationalistischen Parteizeitschrift der KPCh veröffentlicht, zusammen mit dem Bann gegen Clive Hamilton. In einer öffentlichen Antwort beschrieb Joske diesen Bann als „den jüngsten Versuch der Chinesischen Kommunistischen Partei... diejenigen zu bestrafen, welche Licht auf ihre Aktivitäten werfen“ („the latest attempt by the Chinese Communist Party to… …punish those who shine a light on its activities“). Er wies darauf hin, dass die Korrektheit seiner Forschungen von der chinesischen Regierung niemals angezweifelt worden sei.
Im Mai 2022 wechselte er als Senior Risk Advisor zur australischen Unternehmensrisikoberatung McGrathNicol.
Im Oktober 2022 veröffentlichte Joske sein erstes Buch, Spies and Lies, in welchem er chinesische Spionagepraktiken, insbesondere die Aktivitäten des chinesischen Geheimdienstes im Ausland, detailliert beschreibt. Das Buch erregte Aufmerksamkeit, weil es die erfolgreiche Kooptierung des australischen Premierministers Bob Hawke durch das chinesische Ministerium für Staatssicherheit untersuchte, welcher Chinas Image nach den Protesten und dem Massaker auf dem Platz des Himmlischen Friedens 1989 wiederherzustellen versuchte. Das Buch wurde mit lobenden Besprechungen in Foreign Affairs, The Wall Street Journal, und The Economist vorgestellt.

## Werke
- Alex Joske, Jeffrey Stoff: China’s Quest for Foreign Technology. Routledge 2020, ISBN 978-1-003-03508-4 Kap. The United Front and Technology Transfer. S. 258–274. doi=10.4324/9781003035084-20 oclc=1153338764
- Alex Joske: Spies and Lies: How China’s Greatest Covert Operations Fooled the World. Hardie Grant Books 2022, ISBN 978-1-74379-799-0  oclc=1347020692
- Alex Joske: State security departments: The birth of China’s nationwide state security system. Deserepi: Studies in Chinese Communist Party External Work. 2023. deserepi.org.